# Quyền sinh sản
Quyền sinh sản là các quyền và tự do hợp pháp liên quan đến sinh sản và sức khỏe sinh sản khác nhau giữa các quốc gia trên thế giới. Tổ chức Y tế Thế giới định nghĩa quyền sinh sản như sau:
- Quyền sinh sản dựa trên sự thừa nhận quyền cơ bản của tất cả các cặp vợ chồng và cá nhân được quyết định một cách tự do và có trách nhiệm về số lượng, khoảng cách và thời gian sinh con của họ cũng như có thông tin và phương tiện để làm như vậy, và quyền đạt được tiêu chuẩn cao nhất về tình dục và sức khỏe sinh sản. Chúng cũng bao gồm quyền của tất cả mọi người được đưa ra quyết định liên quan đến sinh sản không bị phân biệt đối xử, cưỡng bức và bạo lực.[2]

Quyền sinh sản của phụ nữ có thể bao gồm một số hoặc tất cả những điều sau đây: quyền phá thai hợp pháp và an toàn; quyền kiểm soát sinh sản; không bị cưỡng bức triệt sản và tránh thai; quyền được chăm sóc sức khỏe sinh sản có chất lượng tốt; và quyền được giáo dục và tiếp cận để thực hiện các lựa chọn sinh sản tự do và có hiểu biết. Quyền sinh sản cũng có thể bao gồm quyền được giáo dục về các bệnh lây nhiễm qua đường tình dục và các khía cạnh khác của tình dục, quyền được chăm sóc sức khỏe kinh nguyệt  và được bảo vệ khỏi các thực hành như cắt bộ phận sinh dục nữ (FGM).
Quyền sinh sản bắt đầu phát triển như một tập hợp con của quyền con người tại Hội nghị Quốc tế về Nhân quyền năm 1968 của Liên Hợp Quốc. Kết quả là Tuyên bố không ràng buộc của Tehran là văn kiện quốc tế đầu tiên công nhận một trong những quyền này khi tuyên bố rằng: "Cha mẹ có quyền cơ bản của con người là xác định một cách tự do và có trách nhiệm số lượng và khoảng cách của con cái họ."  Các vấn đề sức khỏe tình dục, phụ khoa và sức khỏe tâm thần của phụ nữ không phải là ưu tiên của Liên hợp quốc cho đến khi Thập kỷ Phụ nữ (1975-1985) đưa chúng lên hàng đầu. Tuy nhiên, các quốc gia đã chậm chạp trong việc đưa các quyền này vào các công cụ ràng buộc pháp lý quốc tế. Do đó, trong khi một số quyền này đã được công nhận trong luật cứng, nghĩa là, trong các văn kiện nhân quyền quốc tế có tính ràng buộc pháp lý, những quyền khác chỉ được đề cập trong các khuyến nghị không ràng buộc và do đó, có vị thế tốt nhất là luật mềm trong luật quốc tế, trong khi một nhóm khác vẫn chưa được cộng đồng quốc tế chấp nhận và do đó vẫn ở mức vận động.
Các vấn đề liên quan đến quyền sinh sản là một số trong những vấn đề quyền được tranh cãi gay gắt nhất trên toàn thế giới, bất kể trình độ kinh tế xã hội, tôn giáo hay văn hóa của người dân.
Vấn đề quyền sinh sản thường xuyên được trình bày có tầm quan trọng sống còn trong các cuộc thảo luận và bài báo của các tổ chức quan tâm về dân số như Population Matters.
Quyền sinh sản là một tập hợp con của các quyền và sức khỏe tình dục và sinh sản.